# Toxochitona vansomereni
Toxochitona vansomereni is een vlinder uit de familie van de Lycaenidae. De wetenschappelijke naam van de soort is voor het eerst geldig gepubliceerd in 1954 door Stempffer.